# پل بورژه
پل شارل ژوزف بورژه (به فرانسوی: Paul Charles Joseph Bourget) نویسنده و مقاله‌نویس قرن نوزدهم میلادی اهل فرانسه است.

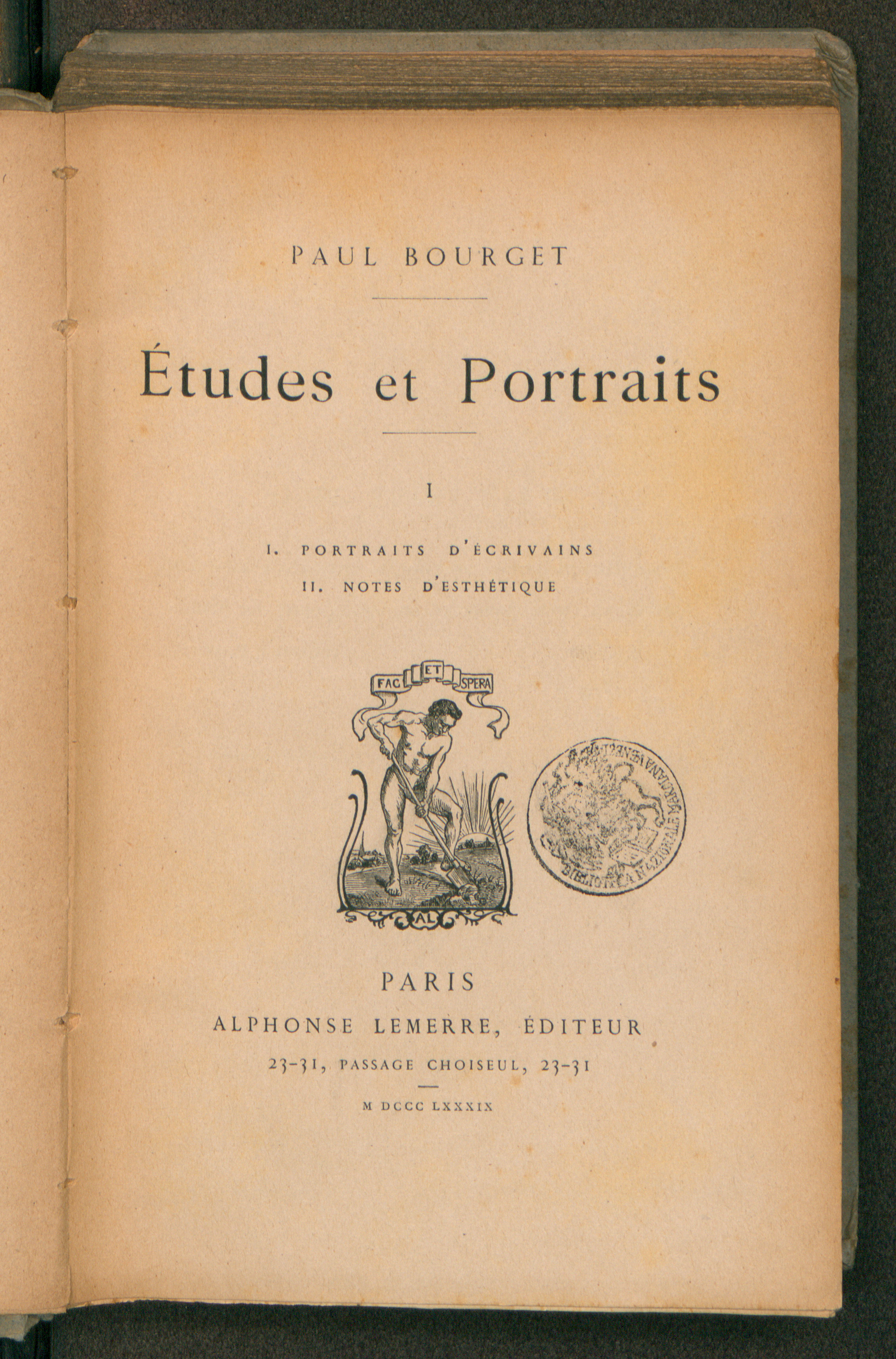
Études et portraits, 1889

## زندگی
او در امیان در شهرستان سم از استان پیکاردی، فرانسه به دنیا آمد. پدر او، استاد ریاضیات بود، بعد به یک پست در کالج در کلرمون فران، جایی که بورژه در آن آموزش‌های اولیه خود را دریافت کرد منصوب شد. او پس از آن در دبیرستان فرانسوی لویی لو گراند و مدرسهٔ مطالعات عالی فرانسه مشغول به تحصیل شد. در ۱۸۷۲–۱۸۷۳ او یک منظومه شعر به نام در «کنار دریا» که مورد توجه قرار گرفت، را سرود. اثر او، «اعتراف»، در سال ۱۸۸۲ منتشر شد. ضمناً او با روزنامه‌نگاری ادبی کسب شهرت کرد و در سال ۱۸۸۳ با چاپ، «تست روان‌شناسی معاصر»، که به مطالعه نویسندگان برجسته می‌پرداخت برای اولین بار موجب ایجاد موج نو نمایشنامه انتقادی شد. در سال ۱۸۸۴ بورژه سفری طولانی به بریتانی داشت، جایی که او اولین داستان خود، «جبران ناپذیر»، را نوشت؛ و سپس کتاب‌های «انگیم بیرحم» در سال ۱۸۸۵ و پس از آن «آندره کورنلیس» در سال ۱۸۸۶ و «دروغ» در سال ۱۸۸۷ با الهام از زندگی اکتاو میربئو را نوشت که بسیار مورد استقبال قرار گرفت.

بورژه، در سال ۱۸۶۷ کلیسای کاتولیک را رها کرده بود، در سال ۱۸۸۹ بازگشت تدریجی به آن را آغاز کرد، او در سال ۱۹۰۱ به‌طور کامل یک کاتولیک شد. در سال ۱۸۹۳، در مصاحبه‌ای که در آمریکا انجام داد، او در مورد تغییر عقیده خود گفت: 
«برای سال‌های بسیاری من، مانند بسیاری از مردان جوان که در شهرهای مدرن زندگی می‌کنند، به تجاهل گرایی راضی بودم، اما من در نهایت با رشد این باور که حیات یک انسان که به سادگی می‌گوید نمی‌دانم و نمی‌دانم چیزی را که خشنودم می‌کند انجام می‌دهم نه تنها به خودی خود خالی بود و پر از ناامیدی و درد و رنج، بلکه تأثیر بدی بر زندگی دیگران داشت. از سوی دیگر، مردان و زنانی که آموزه‌های کلیسا را دنبال می‌کنند بیشتر در برابر بلایای اخلاقی حفاظت می‌شوند … که تقریباً همواره در ادامه این زنان و مردان هدایت و اثر گذاری توسط حواس خود به خودشان را اجازه می‌دهند، مانند اندوه‌ها.»
 اینها موضوع رمان «شاگرد» او بود که در سال ۱۸۸۹ نوشت و همان‌طور که در مصاحبه خود در آمریکا گفت، این کتاب دقیقاً پس از رها کردن اندیشه دست‌خوش پیشامد بودن و راحت طلبی در تجاهل گرایی نوشته شد. موضوع کتاب داستان یک فیلسوف به نام آدرین سیکست است که هوادار ماتریالیسم و پوزیتیویسم است که تأثیر بدی بر روی یک دانش آموز به نام، رابرت گلسون می‌گذارد. اعمال او، به نوبه خود، منجر به مرگ غم‌انگیز یک زن جوان شد.
این کتاب باعث پدید آمدن یک جنبش در فرانسه شد و پرفروشترین کتاب لقب گرفت. برای نمونه مورد توجه گلدستون رمان‌نویس مشهور قرار گرفت. در سال ۱۸۹۱ کتاب «احساس ایتالیا "، که یادداشت‌های او در سفر به این کشور بود، جنبه دیگری از توانایی او را نشان داد. در همان سال او کتاب‌های «قلب زن"، «سایه جدید» و کتاب «انواع» که شخصیت مردها را در ادامه شخصیت زنان (سایه، ۱۸۹۰) شرح می‌کرد، نوشت. رمان‌های بعدی او عبارتند از «سرزمین موعود» (۱۸۹۲)؛ «جهانشهر» (۱۸۹۲)، یک رمان روان شناختی به نام «یک عشق غم‌انگیز» (۱۸۹۶)؛ «دوشیزه آبی» (۱۸۹۷)؛ «شبح» (۱۹۰۱)؛ «دو خواهر» (۱۹۰۵) و چند جلد داستان کوتاه دیگر مانند «عوارض احساساتی» (۱۸۹۶)، «درام خانوادگی» (۱۸۹۸)، و «یک تاجر» (۱۹۰۰)؛ «گام» (۱۹۰۲) که یک مطالعه از ناتوانی خانواده‌ها در تطبیق در نتیجه سرعت بیش از حد تغییر از طبقه دهقانان به شرایط جدید بود. روش این کتاب بزرگ معاصر توسط کتاب «طلاق» (۱۹۰۴)، با موضوع دفاع از جهت‌گیری کاتولیک‌ها که طلاق تخلف از قوانین طبیعی است تقلید شد. کتاب «مطالعات و پرتره"، اولین بار در سال ۱۸۸۸ منتشر شده‌است، که شامل برداشت‌های بورژه از اقامتش در انگلستان و ایرلند بود، به خصوص از خاطراتی که یک ماه در آکسفورد گذراند و «خارج» (۱۸۹۵)، کتابی در دو جلدی، که نوشته انتقادی او از سفر خود به ایالات متحده در سال ۱۸۹۳ بود. او در سال ۱۸۹۴ به فرهنگستان فرانسه وارد شد، و در سال ۱۸۹۵ به درجه لژیون دونور که بالاترین نشان کشور فرانسه است رسید.
در ماه مارس ۱۹۱۴، او در دفتر روزنامه فیگارو مشغول کار بود که سردبیر روزنامه، دوست او گاستون کالمت با شلیک گلوله توسط هنریته کلو همسر رئیس‌جمهور سابق فرانسه کشته شد. دادگاه قتل او باعث رسوایی بزرگی در آن زمان شد.